# Tái nhạt tử thi
Tái nhạt tử thi (tiếng Latinh: pallor mortis, trong đó pallor nghĩa là "sự tái nhạt", mortis nghĩa là "của cái chết") chỉ sự tái nhạt màu sắc diễn ra ở da của cơ thể người (trường hợp da sáng màu) chỉ trong vòng 15 đến 25 phút sau chết. Nguyên nhân là do máu thôi tuần hoàn trong các mao mạch. Một khoảng thời gian sau, máu chìm xuống phần dưới của xác dưới tác động của trọng lực và tạo thành hồ máu tử thi.
Bởi quá trình tái nhợt diễn ra hết sức nhanh chóng nên hầu như không thể dựa vào sự tái nhạt tử thi để xác định thời gian chết mà chỉ có thể ước định rằng cái chết diễn ra không quá 30 phút trước hay hơn. Suy luận này có lẽ có ích nếu người ta nhanh chóng tìm thấy xác của một người rất nhanh chóng sau khi người đó chết.
Chú ý rằng một người còn sống cũng có thể có làn da tái nhạt như xác chết khi bị sốc nặng, bởi khi đó màu lùi khỏi bề mặt da. Bệnh suy tim (Insufficientia cordis) cũng có thể khiến khuôn mặt bệnh nhân trông nhợt nhạt.